# ادنبریج، کنت
latitudeادنبریج، کنتlongitudeادنبریج، کنت
ادنبریج، کنت (به انگلیسی: Edenbridge, Kent) یک شهرک در بریتانیا است که در انگلستان واقع شده‌است.

## خصوصیات
ادنبریج ۷٬۸۰۸ نفر جمعیت دارد.